# Senat Rzeczypospolitej Polskiej VII kadencji
Senat VII kadencji – skład Senatu VII kadencji wyłoniony został w wyborach do Sejmu i Senatu przeprowadzonych 21 października 2007 oraz w wyniku wyborów uzupełniających 22 czerwca 2008.

## Senatorzy i ugrupowania
| \| Ugrupowanie polityczne \| Ugrupowanie polityczne \| XI 2007[1] \| XI 2011 \| +/– \| \| ---------------------- \| ----------------------------- \| ---------- \| ------- \| --- \| \| \| Platforma Obywatelska \| 59 \| 52 \| 7 \| \| \| Prawo i Sprawiedliwość \| 38 \| 37 \| 1 \| \| \| Obywatele do Senatu[a] \| – \| 3 \| – \| \| \| Polskie Stronnictwo Ludowe[b] \| – \| 2 \| – \| \| \| Polska Jest Najważniejsza[c] \| – \| 1 \| – \| \| \| Senatorowie niezrzeszeni[d] \| 3 \| 5 \| 2 \| \| Razem \| Razem \| 100 \| 100 \| 100 \| | Podział 100 mandatów: PO: 59 PiS: 38 Niezrz.: 3 |         |         |     |
| Ugrupowanie polityczne | Ugrupowanie polityczne                          | XI 2007 | XI 2011 | +/– |
| | Platforma Obywatelska                           | 59      | 52      | 7   |
| | Prawo i Sprawiedliwość                          | 38      | 37      | 1   |
| | Obywatele do Senatu                             | –       | 3       | –   |
| | Polskie Stronnictwo Ludowe                      | –       | 2       | –   |
| | Polska Jest Najważniejsza                       | –       | 1       | –   |
| | Senatorowie niezrzeszeni                        | 3       | 5       | 2   |
| Razem | Razem                                           | 100     | 100     | 100 |

## Kadencja Senatu
Kadencja Sejmu rozpoczęła się z dniem zwołania przez Prezydenta RP pierwszego posiedzenia Sejmu wyznaczonego na 5 listopada 2007, a upłynęła 7 listopada 2011.

## Posiedzenia Senatu
Źródło

1. posiedzenie: 5 XI, 6 XI, 9 XI, 10 XI 2007
2. posiedzenie: 28 XI 2007
3. posiedzenie: 19 XI, 20 XI 2007
4. posiedzenie: 15 I, 16 I 2008
5. posiedzenie: 6 II, 7 II 2008
6. posiedzenie: 5 III, 6 III 2008
7. posiedzenie: 27 III 2008
8. posiedzenie: 2 IV 2008
9. posiedzenie: 10 IV, 11 VI 2008
10. posiedzenie: 23 IV, 24 VI 2008
11. posiedzenie: 7 V, 8 V 2008
12. posiedzenie: 14 V, 15 V 2008
13. posiedzenie: 4 VI, 5 VI 2008
14. posiedzenie: 25 VI, 26 VI 2008
15. posiedzenie: 10 VII, 11 VII 2008
16. posiedzenie: 23 VII, 24 VII 2008
17. posiedzenie: 6 VIII, 7 VIII 2008
18. posiedzenie: 24 IX, 25 IX 2008
19. posiedzenie: 15 X, 16 X 2008
20. posiedzenie: 28 X, 29 X, 30 X 2008
21. posiedzenie: 5 XI, 6 XI, 7 XI 2008
22. posiedzenie: 19 XI, 20 XI 2008
23. posiedzenie: 3 XII, 4 XII 2008
24. posiedzenie: 16 XII, 17 XII, 18 XII, 19 XII 2008
25. posiedzenie: 14 I, 15 I 2009
26. posiedzenie: 4 II, 5 II 2009
27. posiedzenie: 17 II, 18 II 2009
28. posiedzenie: 4 III, 5 III 2009
29. posiedzenie: 18 III, 19 III 2009
30. posiedzenie: 1 IV, 2 IV 2009
31. posiedzenie: 20 IV, 21 IV, 22 IV 2009
32. posiedzenie: 7 V 2009
33. posiedzenie: 13 V, 14 V 2009
34. posiedzenie: 27 V, 28 V 2009
35. posiedzenie: 17 VI, 18 VI, 19 VI, 1 VII 2009
36. posiedzenie: 1 VII, 2 VII 2009
37. posiedzenie: 3 VII 2009
38. posiedzenie: 15 VII, 16 VII 2009
39. posiedzenie: 29 VII, 30 VII, 31 VII 2009
40. posiedzenie: 23 IX 2009
41. posiedzenie: 7 X 2009
42. posiedzenie: 20 X, 21 X, 22 X 2009
43. posiedzenie: 4 XI, 5 XI 2009
44. posiedzenie: 18 XI, 19 XI, 20 XI 2009
45. posiedzenie: 2 XII, 3 XII 2009
46. posiedzenie: 16 XII, 17 XII 2009
47. posiedzenie: 11 I, 12 I, 13 I 2010
48. posiedzenie: 3 II, 4 II 2010
49. posiedzenie: 17 II, 18 II 2010
50. posiedzenie: 11 III, 12 III, 13 III 2010
51. posiedzenie: 25 III, 26 III 2010
52. posiedzenie: 8 IV, 9 IV 2010
53. posiedzenie: 28 IV, 29 IV 2010
54. posiedzenie: 12 V, 13 V 2010
55. posiedzenie: 26 V 2010
56. posiedzenie: 27 V, 28 V 2010
57. posiedzenie: 8 VI, 9 VI, 10 VI 2010
58. posiedzenie: 2 VII 2010
59. posiedzenie: 7 VII, 8 VII 2010
60. posiedzenie: 21 VII, 22 VII 2010
61. posiedzenie: 4 VIII, 5 VIII 2010
62. posiedzenie: 11 VIII, 12 VIII 2010
63. posiedzenie: 20 X, 21 X 2010
64. posiedzenie: 3 XI, 4 XI 2010
65. posiedzenie: 17 XI 2010
66. posiedzenie: 24 XI, 25 XI 2010
67. posiedzenie: 14 XII, 15 XII, 16 XII, 17 XII 2010
68. posiedzenie: 11 I, 12 I 2011
69. posiedzenie: 26 I, 27 I 2011
70. posiedzenie: 3 II, 4 II 2011
71. posiedzenie: 2 III, 3 III 2011
72. posiedzenie: 16 III, 17 III 2011
73. posiedzenie: 30 III, 31 III 2011
74. posiedzenie: 13 IV, 14 IV 2011
75. posiedzenie: 27 IV, 28 IV 2011
76. posiedzenie: 11 V, 12 V 2011
77. posiedzenie: 25 V, 26 V 2011
78. posiedzenie: 8 VI, 9 VI 2011
79. posiedzenie: 15 VI, 16 VI 2011
80. posiedzenie: 6 VII, 7 VII 2011
81. posiedzenie: 27 VII, 28 VII, 29 VII 2011
82. posiedzenie: 3 VIII, 4 VIII, 5 VIII 2011
83. posiedzenie: 13 IX, 14 IX 2011

## Marszałek Senatu
Obowiązki marszałka seniora w dniu 5 listopada 2007 do chwili podjęcia uchwały o wyborze marszałka Sejmu pełnił senator Ryszard Bender. Marszałka seniora wyznaczył prezydent RP Lech Kaczyński jako najstarszego senatora.
Marszałkowie Senatu:
- Bogdan Borusewicz od 5 listopada 2007

## Prace Senatu
- 5 listopada 2007 – pierwsze posiedzenie Senatu
- 5 listopada 2007 – wystąpienie prezydenta RP Lecha Kaczyńskiego
- 17 października 2008 – marszałek Senatu otrzymał wniosek od prezydenta RP Kaczyńskiego o wyrażenie zgody na przeprowadzenie referendum ogólnokrajowego w dniach 10–11 stycznia 2009 w sprawie reformy służby zdrowia. Zgodnie z ustawą wniosek zostanie rozpatrzony przez Senat w ciągu 14 dni.
- 1 VII 2009 – Senat przyjął ustawę o zmianie Konstytucji RP